# Antoni Aleksander Pociej
Antoni Aleksander Pociej des armoiries de Waga (pl) est un soldat et homme politique lituanien mort le 16 février 1749 à Brest.
Grand gardien (pl) lituanien de 1729 à 1748, aide de camp (pl) de Lituanie en 1715, officier de régiment de l'armée lituanienne pendant la Confédération de Dzików (en), staroste de Wołkowyje (pl) en 1711.

## Biographie
Fils aîné de Kazimierz Aleksander Pociej (pl) et d'Anna Teresa née Lettow.
Il est député de la voïvodie de Brest à la Diète de 1720. Député du powiat de Wołkowyje (pl) à la Diète de 1724. Député de Brest de la Diète en 1733. Électeur de Stanisław Leszczyński de la voïvodie de Brest-Kolitovsk en 1733. Membre de la Confédération générale du Grand-Duché de Lituanie en 1734.